# Gomphus graslinii
Gomphus graslinii là một loài chuồn chuồn ngô thuộc họ Gomphidae. Loài này có ở Pháp, Bồ Đào Nha, và Tây Ban Nha. Môi trường sống tự nhiên của nó là các con sông. Nó bị đe dọa do mất môi trường sống.